# Kristian Pedersen
Kristian Majdahl Pedersen (Ringsted, Selandia, 4 de agosto de 1994) es un futbolista danés. Juega de defensa y se encuentra sin equipo.
Ha sido internacional con la selección sub-21 de Dinamarca.

## Trayectoria

### HB Køge
Dejó el amateur Benløse IF para firmar por el HB Køge el 24 de julio de 2014. Debutó el 25 de julio de 2014 en el empate a uno contra el Skive IK en la primera fecha de la primera división. El 19 de abril de 2015 anotó su primer gol con el club, ante el AB en la victoria por 2-0.
Pedersen jugó más de 50 encuentros en su paso por el equipo.

### Union Berlin
Luego de dos temporadas en Køge, fichó por el Union Berlin de la 2. Bundesliga en 2016 por tres años. Debutó en Berlín el 6 de agosto de 2016 contra el VfL Bochum donde perdieron por 2-1.
Pedersen anotó su primer gol para el Union Berlín el 24 de febrero de 2018, en la victoria por 2-1 ante el SV Sandhausen.

### Birmingham City
Pedersen firmó un contrato por cuatro años con el Birmingham City de la EFL Championship el 25 de junio de 2018; el valor del fichaje no fue revelado. Debutó con el club inglés por la primera fecha, en el empate a dos de local contra el Norwich City,

### Regreso a Alemania
El 17 de junio de 2022 el F. C. Colonia anunció su vuelta al fútbol alemán tras firmar con ellos para las siguientes dos temporadas. En la primera jugó catorce partidos y en septiembre de 2023 regresó al Reino Unido tras ser traspasado al Swansea City A. F. C. Este equipo lo cedió el siguiente mes de febrero al Sheffield Wednesday F. C. Posteriormente volvió a Swansea, donde permaneció hasta la expiración de su contrato a mediados de 2025.

## Selección nacional
Debutó en la selección sub-21 de Dinamarca en 2016 contra Ucrania. Cuatro años después lo hizo con la absoluta. Fue el 7 de octubre de 2020 en un amistoso ante las Islas Feroe que Dinamarca venció por 4-0.

## Estadísticas
Actualizado al último partido disputado el 28 de agosto de 2024.
| Club                                 | Div.          | Temporada     | Liga  | Liga  | Copas nacionales | Copas nacionales | Torneos internacionales | Torneos internacionales | Total | Total |
| Club                                 | Div.          | Temporada     | Part. | Goles | Part.            | Goles            | Part.                   | Goles                   | Part. | Goles |
| ------------------------------------ | ------------- | ------------- | ----- | ----- | ---------------- | ---------------- | ----------------------- | ----------------------- | ----- | ----- |
| HB Køge Dinamarca                    | 2.ª           | 2014-15       | 28    | 1     | 3                | 0                | —                       | —                       | 31    | 1     |
| HB Køge Dinamarca                    | 2.ª           | 2015-16       | 30    | 1     | 3                | 1                | —                       | —                       | 33    | 2     |
| HB Køge Dinamarca                    | Total club    | Total club    | 58    | 2     | 6                | 1                | —                       | —                       | 64    | 3     |
| F. C. Union Berlin · Alemania        | 2.ª           | 2016-17       | 29    | 0     | 2                | 0                | —                       | —                       | 31    | 0     |
| F. C. Union Berlin · Alemania        | 2.ª           | 2017-18       | 32    | 1     | 1                | 0                | —                       | —                       | 33    | 1     |
| F. C. Union Berlin · Alemania        | Total club    | Total club    | 61    | 1     | 3                | 0                | —                       | —                       | 64    | 1     |
| Birmingham City F. C. Inglaterra     | 2.ª           | 2018-19       | 39    | 1     | 0                | 0                | —                       | —                       | 39    | 1     |
| Birmingham City F. C. Inglaterra     | 2.ª           | 2019-20       | 44    | 4     | 4                | 0                | —                       | —                       | 48    | 4     |
| Birmingham City F. C. Inglaterra     | 2.ª           | 2020-21       | 35    | 2     | 1                | 0                | —                       | —                       | 36    | 2     |
| Birmingham City F. C. Inglaterra     | 2.ª           | 2021-22       | 37    | 2     | 1                | 0                | ―                       | ―                       | 38    | 2     |
| Birmingham City F. C. Inglaterra     | Total club    | Total club    | 155   | 9     | 6                | 0                | —                       | —                       | 161   | 9     |
| F. C. Colonia · Alemania             | 1.ª           | 2022-23       | 6     | 0     | 1                | 0                | 7                       | 0                       | 14    | 0     |
| F. C. Colonia · Alemania             | Total club    | Total club    | 6     | 0     | 1                | 0                | 7                       | 0                       | 14    | 0     |
| Swansea City A. F. C. Gales          | 2.ª           | 2023-24       | 4     | 0     | 1                | 0                | ―                       | ―                       | 5     | 0     |
| Sheffield Wednesday F. C. Inglaterra | 2.ª           | 2023-24       | 4     | 0     | ―                | ―                | ―                       | ―                       | 4     | 0     |
| Sheffield Wednesday F. C. Inglaterra | Total club    | Total club    | 4     | 0     | 0                | 0                | 0                       | 0                       | 4     | 0     |
| Swansea City A. F. C. Gales          | 2.ª           | 2024-25       | 0     | 0     | 2                | 0                | ―                       | ―                       | 2     | 0     |
| Swansea City A. F. C. Gales          | Total club    | Total club    | 4     | 0     | 3                | 0                | 0                       | 0                       | 7     | 0     |
| Total carrera                        | Total carrera | Total carrera | 288   | 12    | 19               | 1                | 7                       | 0                       | 314   | 13    |